# Yevguenia Antípova
Yevguéniya Petrovna Antípova (en ruso: Евгения Петровна Антипова, 19 de octubre de 1917, Torópets, óblast de Tvier-27 de enero de 2009, San Petersburgo) fue una artista rusa soviética, miembro de la Unión de Artistas de Leningrado, una de los representantes de la Escuela de Pintura de Leningrado.

## Biografía
Yevguéniya Antípova nació el 19 de octubre de 1917 en Torópets, óblast de Tvier en la familia de un empleado de ferrocarril. Estudió en la Escuela de Arte (1936-1939), en el Instituto Repin (1939-1950). Sus maestros fueron Semión Abúgov, Piotr Beloúsov, Henri Pavlovski, Víktor Oréshnikov, Aleksandr Osmiorkin. Realizó exposiciones desde 1950. Pintó mayormente retratos, paisajes, naturalezas muertas y escenas de género. Estaba casada con el famoso artista de Leningrado Víktor Teterin.
Se cuenta a Antípova entre los maestros reconocidos de la pintura soviético moderna. Se realizaron exposiciones de sus obras en 1967, 1988, 1999 y 2007 en Leningrado - San Petersburgo.
Yevguéniya Antípova murió el 27 de enero de 2009 en San Petersburgo. Sus obras se conservan en el Museo Ruso, y otros museos y colecciones privadas en Rusia, Estados Unidos, Francia, Italia, Finlandia, Inglaterra, España, y otros países.

## Videos
- Artista Yevguéniya Petrovna Antípova (1917-2009)